# Friedrich von Wrangel

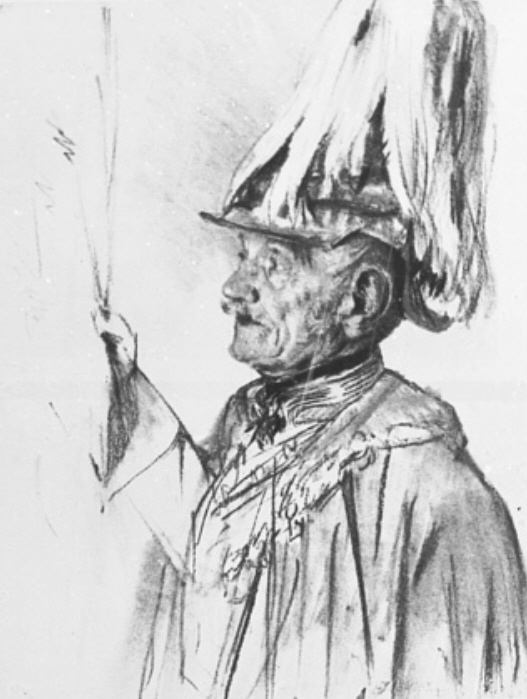
Portret door Menzel

Friedrich Heinrich Ernst Graf von Wrangel (Stettin, 13 april 1784  - Berlijn, 1 november 1877) was een Pruisisch aristocraat en militair. Hij bracht het tot veldmaarschalk (Duits: Generalfeldmarschall). Wrangel was conservatief en koningsgezind. In diverse gevechten tijdens de oorlog tegen Napoleon bewees hij zijn grote persoonlijke moed. In 1848 onderdrukte hij met geweld de Berlijnse Maartrevolutie.
Als de excentrieke  "Papa Wrangel" en jarenlang hoogste Pruisische militair was de overigens in veler ogen weinig bekwame Wrangel erg populair. Hij droeg onder andere het IJzeren Kruis, de Orde Pour le Mérite en de Orde van de Zwarte Adelaar.

## Militaire loopbaan
- Gefreiterkorporal: 1796
- Fähnrich: 8 juni 1797
- Sekonde-Lieutenant: 5 oktober 1798
- Premier-Leutnant: 19 maart 1808
- Stabskapitän: 18 april 1809
- Major: 3 augustus 1813
- Oberstleutnant: 13 mei 1814
- Oberst: 3 oktober 1815
- Generalmajor: 30 maart 1823
- Generalleutnant: 30 maart 1838
- General der Kavallerie: 20 april 1848
- Generalfeldmarschall: 15 augustus 1856[3]

## Decoraties
- Pour le Mérite met Eikenloof op 13 september 1848[3]
- Pour le Mérite op 18 juli 1807[4]
- Grafenstand op 18 mei 1864
- Ridder in de Orde van de Zwarte Adelaar (Pruisen) in 1849
- Ordenskanzler in 1859
- Ereburger van Berlijn
- Ereburger van Potsdam
- Ereburger van Rathenow
- IJzeren Kruis, 2e Klasse[3]
- Ridder in de Orde van de Serafijnen
- Orde van de Rode Adelaar
- Huisorde van de Wendische Kroon
- Huisorde van Hohenzollern
- Orde van Sint-Andreas de Eerstgeroepene

## Trivia
Maarschalk Friedrich von Wrangel wordt in de 4e episode van de Deense historische tv-serie '1864' uit 2014, over de Tweede Duits-Deense Oorlog, vertolkt door de Duitse acteur Hans-Michael Rehberg. In deze aflevering wordt Von Wrangel door stafchef Helmuth Karl Bernhard von Moltke ontslagen omdat hij onbekwaam is. Zo denkt hij tegen de Fransen te vechten terwijl het de Denen zijn.